# Хуттер, Ксавер
Ксавер Хуттер (нем. Xaver Hutter, род. 12 марта, 1976, Вена, Австрия) — австрийский актёр.

## Биография
Прежде чем стать актёром, он изучал архитектуру в своем родном городе. В 1996 году его был выбрал режиссёр Штефан Рузовицки на главную роль в фильме «Темп» (нем. Tempo). Эта работа впечатлила многих режиссёров, которые были осведомлены о нём. За роль в фильме «In Heaven» Михаэля Биндлехнера получил премию Макса Офюльса на кинофестивале 1999 как лучший актёр.
Популярности в Германии он достиг в 2000 году после выхода на экраны фильма «Флешбэк» и комедийного детективного сериала «Вронский и Бернштейн». В 2006 году он сыграл роль Моцарта в картине «Моцарт — я составил бы славу Мюнхену» (нем. Mozart – Ich hätte München Ehre gemacht, производства ARD).
В дополнение к своей работе в кино и на телевидении, он также активно работает в театре. За роль в инсценировке «Америки» по Кафке в Фолькстеатре, он получил в 2004 году Nestroy театральной премии и Карл-Шкрауп приз как лучший молодой актёр.

## Фильмография
- 1970 — н. в. — Место преступления / Tatort — Михаэль Новотны (сериал)
- 1977 — н. в. — Инспектор Кресс / Der Alte — Дитмар Фогт
- 1978 — н. в. — Специальная комиссия / SOKO 5113 — Свен Кёлер
- 1994 — 2004 — Комиссар Рекс / Kommissar Rex — Энди Краус
- 1996 — Темп / Tempo — Йойо
- 1997 —  / Der Neffe — Карл (ТВ)
- 1999 — В раю / In Heaven — Чиви
- 1999 —  / Jahrhundertrevue (ТВ)
- 1999 —  / Fink fährt ab
- 2000 —  / Vertrauen ist alles — Мике Абендрот (ТВ)
- 2000 — Флэшбэк / Flashback — Mörderische Ferien — Леон Шрёдер
- 2001 — н. в. — Криминальный кроссворд / SOKO Kitzbühel — Беньямин Майер (сериал)
- 2001 —  / Blumen für Polt — Анатоль Фриб (ТВ)
- 2002 — 2006 —  / Die Sitte Die Sitte — Мурат Фарук (сериал)
- 2003 — 2005 — Спецотряд «Кобра» — Команда 2 / Alarm für Cobra 11 — Einsatz für Team 2 — Клаус (сериал)
- 2003 —  / Alles Glück dieser Erde — Саша (ТВ)
- 2004 — н. в. — Инга Линдштрём / Inga Lindström — Йонас Берггрен (сериал)
- 2005 — Клоун / Der Clown — Зальбах
- 2005 —  / Snow White — Бобби
- 2005 — н. в. — СОКО Дунай / SOKO Donau — Бруно Хопф (сериал)
- 2006 — Климт / Klimt — клиент в центральном кафе
- 2006 — Моцарт — я составил бы славу Мюнхену / Mozart — Ich hätte München Ehre gemacht — Вольфганг Амадей Моцарт (ТВ)
- 2006 —  / Herzentöter — Якоб Кобья
- 2007 — н. в. — Убийство в высшем обществе / Mord in bester Gesellschaft — Тиль Беккер (сериал)
- 2007 — Белые лилии / Weisse Lilien — Бранко
- 2007 — Копакабана / Copacabana — Джо (ТВ)
- 2007 — 2008 —  / Die Sprache der Toten — Бернд Зеберг (сериал)
- 2008 — Даниель Кефер / Daniel Käfer — Die Schattenuhr — Герд Гамсягер (ТВ)
- 2008 — 2011 — Дневник доктора / Männer sind die beste Medizin — Джузеппе ди Лоренцо (сериал)
- 2008 — Шоколадное сердце / Herz aus Schokolade — Оливер Берендт (ТВ)
- 2008 —  / Und ewig schweigen die Männer — Стиви
- 2008 — н. в. — Дело ведёт Шнель / Schnell ermittelt — Александер Буш (сериал)
- 2009 — Охотники за облаками / Entscheidung in den Wolken — Том Штоккер
- 2009 — Вулкан / Vulkan — Росси
- 2009 — н. в. — Спасательная служба в горах / Die Bergwacht — Себастьян Фехнер (сериал)
- 2009 — Императрица Сисси / Sisi — эрцгерцог Фердинанд Макс (сериал)
- 2010 — Последний бык / Der letzte Bulle — Линхард Крёб (сериал)
- 2010 — Гёте! / Goethe! — Йоханн Фройд Фоглер
- 2011 —   / Flirtcamp — Майк
- 2012 —  / Going Bananas: The Twisted Love Story — Бариста (к/м)
- 2012 — Маленькая леди / Die kleine Lady — господин фон Хавенегг